# Hannes Holm
Hannes Martin Holm (Lidingö, 26 novembre 1962) è un regista e sceneggiatore svedese.
Ha spesso collaborato con Måns Herngren.

## Filmografia parziale

### Cinema
- En på miljonen (1995)
- Adam & Eva (1997)
- Det blir aldrig som man tänkt sig (2000)
- Klassfesten (2002)
- Himlen är oskyldigt blå (2010)
- Sune i Grekland - All Inclusive (2012)
- Sune på bilsemester (2013)
- Mr. Ove (En man som heter Ove) (2015)

### Televisione
- S*M*A*S*H (8 episodi; 1990)
- En fot i graven (4 episodi; 2001)

## Riconoscimenti
- Guldbagge
  - 1996 - Candidatura a migliore sceneggiatura per En på miljonen
  - 1998 - Candidatura a migliore sceneggiatura per Adam & Eva